# Mickey7
Mickey7 è un romanzo di fantascienza del 2022 dello scrittore statunitense Edward Ashton. La prima traduzione italiana è stata pubblicata da Fanucci Editore nel 2025, in concomitanza con l'adattamento cinematografico di Bong Joon-ho, Mickey 17.

## Sinossi
Il colono spaziale Mickey Barnes, detto Mickey7, cerca di sopravvivere in una colonia spaziale su un mondo alieno. Il lavoro per il quale ha accettato con riluttanza è quello di essere un "Sacrificabile", ovvero di intraprendere tutti i compiti più pericolosi necessari per una missione di colonizzazione del mondo ghiacciato Niflheim. Quando un Mickey muore, un altro viene clonato al suo posto, mantenendo intatti la maggior parte dei suoi ricordi, ma con un costo significativo per la colonia. Le difficoltà di sopravvivenza di Mickey aumentano mentre la colonia lotta per le risorse, le forme di vita autoctone diventano sempre più minacciose e le circostanze portano alla creazione accidentale di due Mickey.

## Accoglienza
NPR lo ha incluso nella sua lista dei migliori libri di fantascienza del 2022.
Scrivendo per Locus, Gabino Iglesias ha definito il libro una "storia multistrato e incredibilmente divertente" e ha scritto: " Mickey7 ha qualcosa per tutti e allo stesso tempo dà una nuova svolta all'idea dei cloni".
Scrivendo per Transfer Orbit, Andrew Liptak lo ha elogiato come un "divertente spasso di fantascienza, in parte The Martian di Andy Weir e Old Man's War di John Scalzi e Semiosis di Sue Burke ".
Scrivendo per New Scientist, Sally Adee ha scritto: "La coscienza caricata è un obiettivo che vale la pena perseguire, anche in teoria? Mickey7 di Edward Ashton è il primo romanzo che ho letto che esplora adeguatamente la filosofia dietro a questa domanda."
È stato nominato come uno dei migliori libri di fantascienza del 2022 da Goodreads.

## Sequel
Un sequel, Antimatter Blues, scritto come risultato di un adattamento cinematografico del romanzo originale entrato in produzione, è stato rilasciato nel marzo 2023.

## Adattamento cinematografico

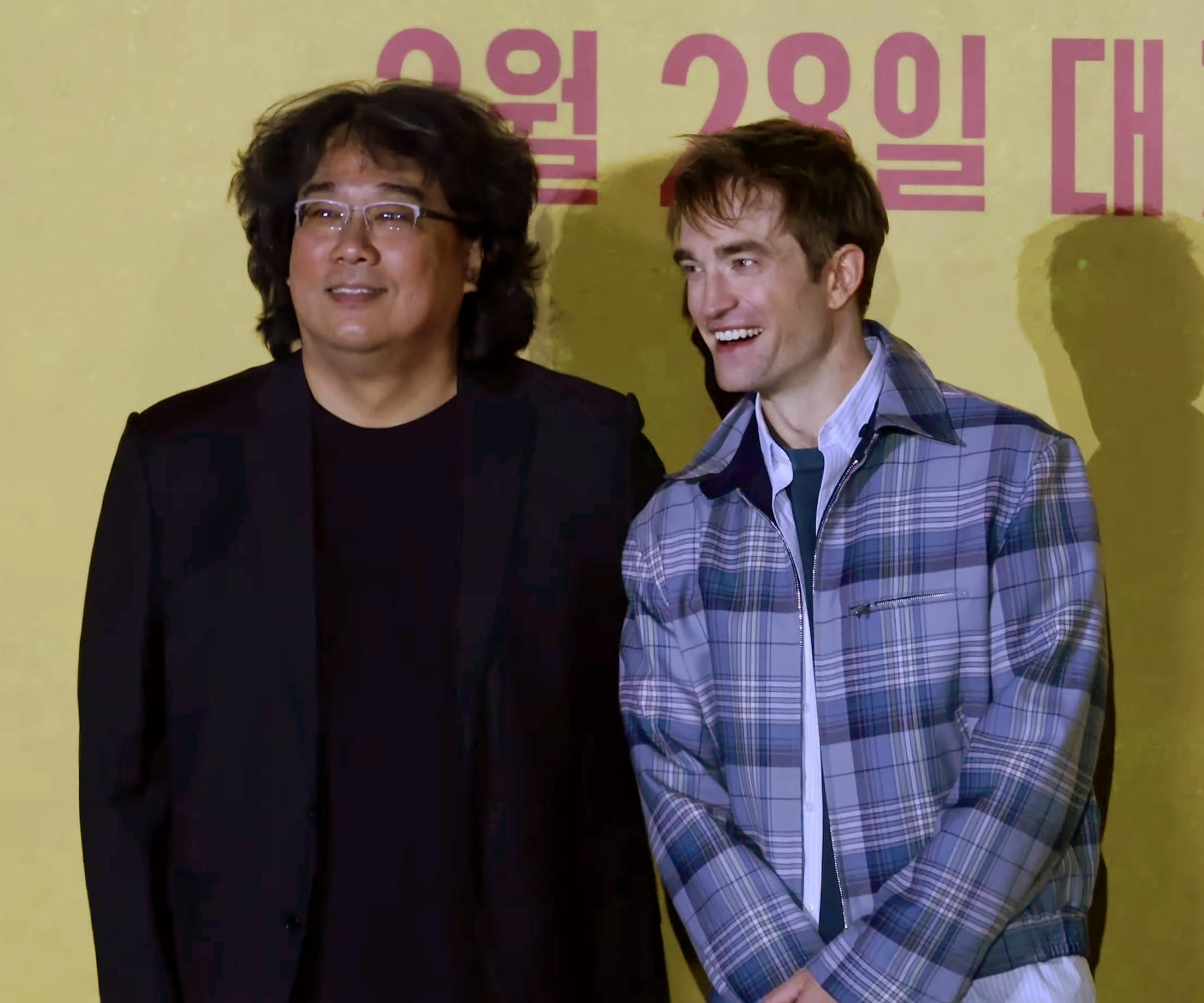
Bong Joon-ho e Robert Pattinson in Corea del Sud per Mickey 17 nel 2025

Dal libro è stato tratto un film diretto e scritto da Bong Joon-ho,con Robert Pattinson nel ruolo di Mickey, Steven Yeun, Toni Collette, Naomi Ackie e Mark Ruffalo. Quando gli è stato chiesto dell'adattamento, Ashton ha descritto Bong come un "genio". Le riprese sono iniziate nell'agosto 2022 e si sono concluse a dicembre. L'uscita del film nelle sale era prevista per il 29 marzo 2024, ma è stata posticipata a causa di ritardi legati allo sciopero SAG-AFTRA del 2023.
Mickey 17 è stato presentato in anteprima al 75° Festival Internazionale del Cinema di Berlino il 15 febbraio 2025, prima di essere distribuito nelle sale dalla Warner Bros. Pictures in Corea del Sud il 28 febbraio 2025 e successivamente negli Stati Uniti il 7 marzo.